# Venucia

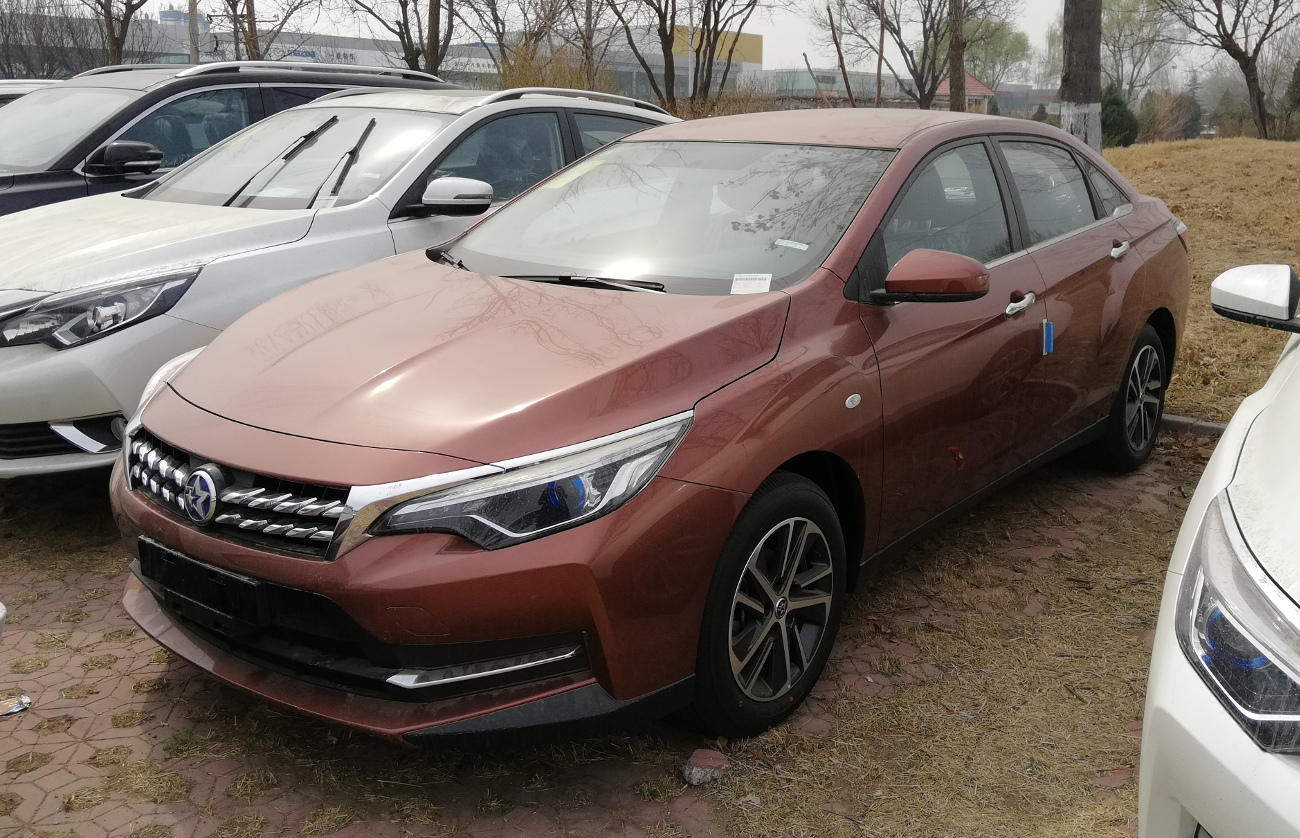
Venucia D60

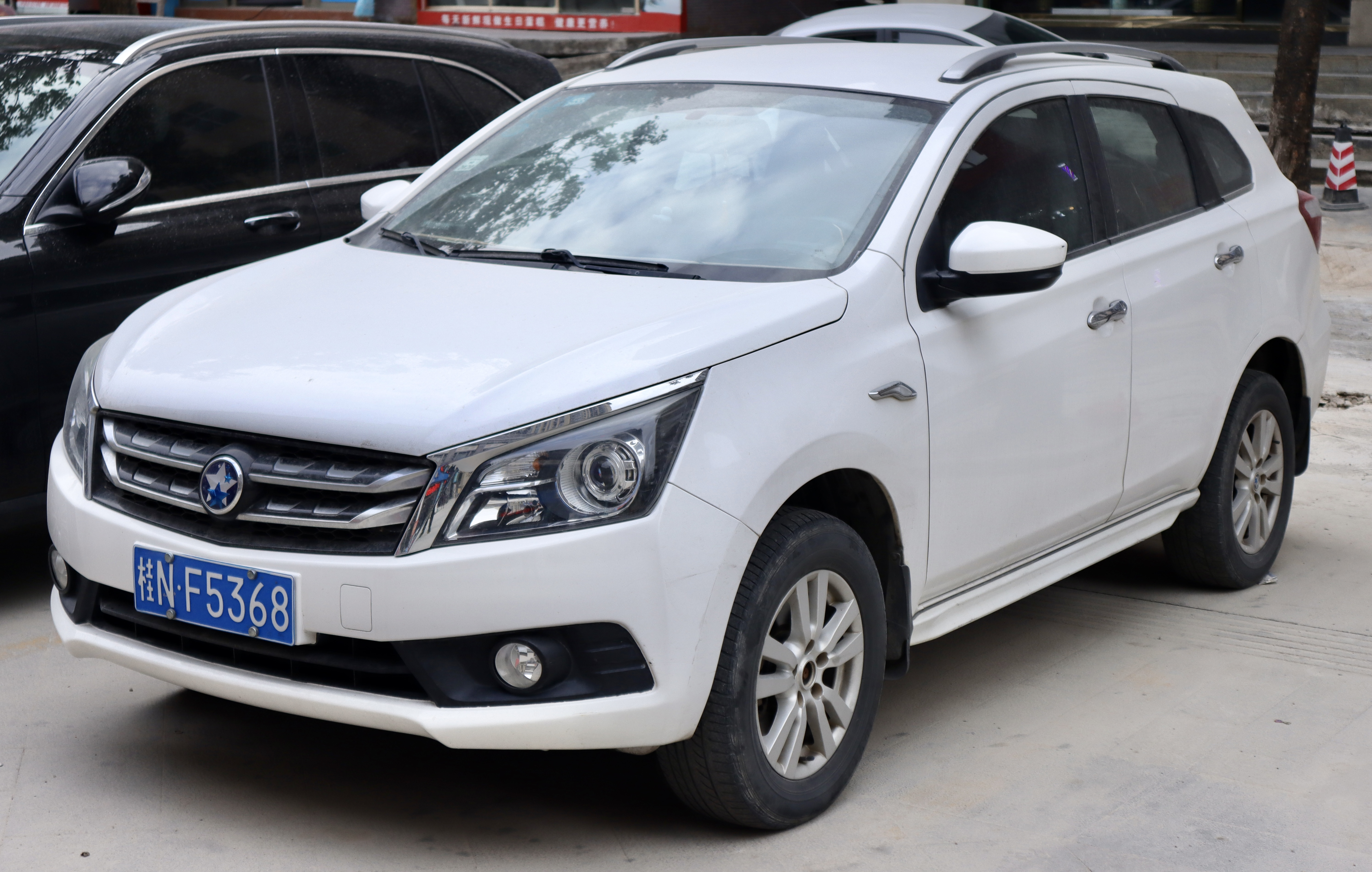
Venucia T70

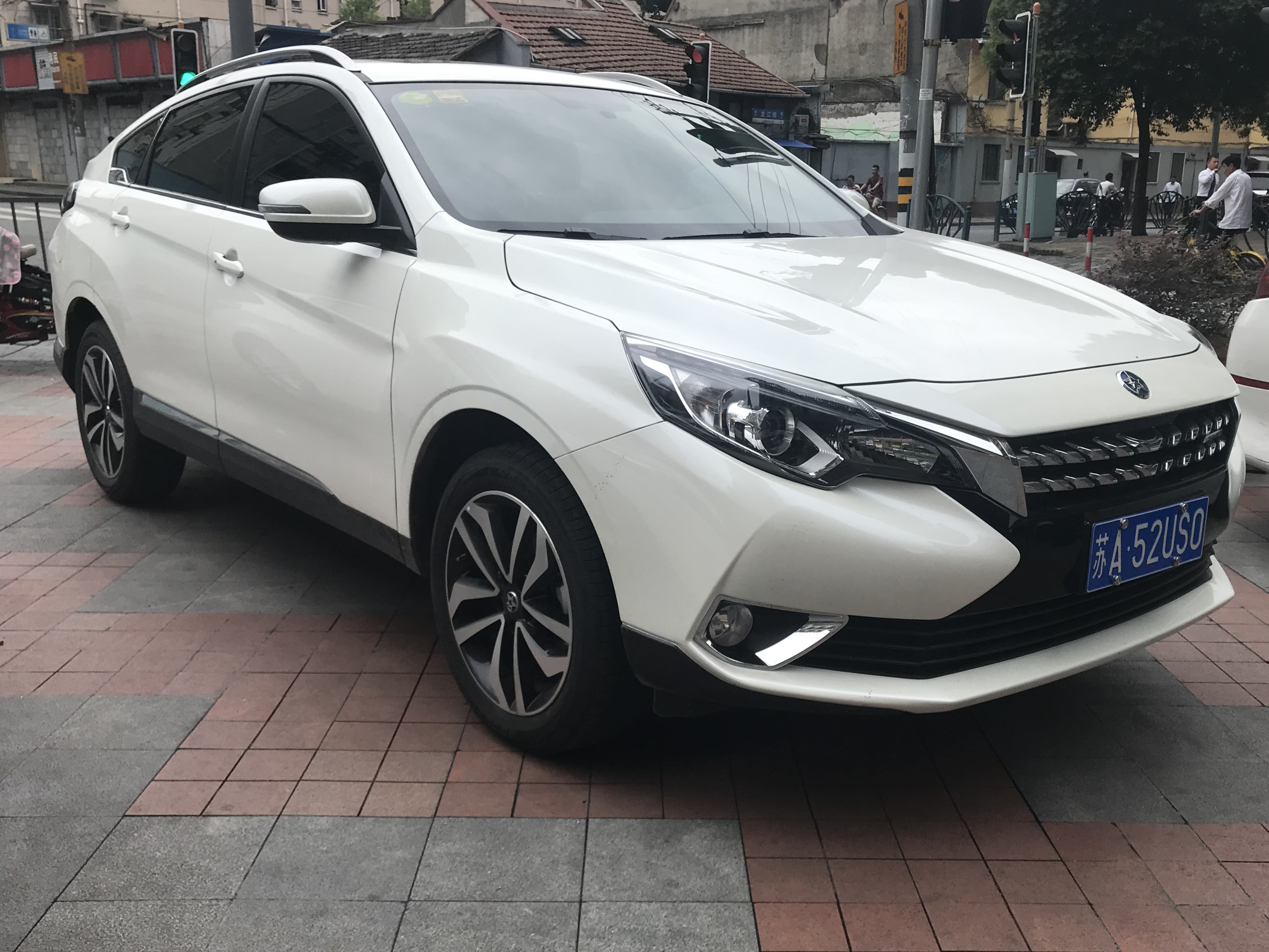
Venucia T90

Venucia (chinesisch 啟辰, Pinyin Qichen) ist eine Marke der Dongfeng Motor Company aus der Volksrepublik China. 

## Beschreibung
Venucia wurde im September 2010 gegründet, um von Dongfeng-Nissan in China entwickelte und produzierte Fahrzeuge vor allem auf dem Heimatmarkt anzubieten. Im November 2011 kündigte Dongfeng-Nissan als erstes Fahrzeug der Marke Venucia eine Kompaktklasse-Limousine an, die zwischen April 2012 und Oktober 2017 unter dem Namen Venucia D50 im Handel war. Das zweite Modell, die fünftürige Kompaktklasse-Limousine Venucia R50 mit Fließheck, folgte im September 2012. Ab September 2014 war mit dem Venucia e30 auch ein Elektrofahrzeug im Handel. Dieses basiert auf dem Nissan Leaf. Seit Anfang 2015 bietet Venucia mit dem T70 auch ein SUV an. Dieses basiert auf der ersten Generation des Nissan Qashqai.

## Modellpalette

### Aktuelle Modelle
- Venucia D60 – Viertürige Mittelklasse-Limousine (seit 2017)
- Venucia V-Online – Fünftüriges SUV (seit 2021)
- Venucia VX6 – Fünftüriges Elektro-SUV (seit 2023)
- Venucia Xing – Fünftüriges SUV (seit 2020)

### Ausgelaufene Modelle
- Venucia D50 – Viertürige Kompaktklasse-Limousine (2012 bis 2017)
- Venucia M50V – Fünftüriger Mini-Van (2017 bis 2020)
- Venucia R30 – Fünftüriger Kleinwagen (2014 bis 2016)
- Venucia R50 – Fünftürige Kompaktklasse-Limousine mit Fließheck (2012 bis 2017)
- Venucia T60 – Fünftüriges SUV (2018 bis 2024)
- Venucia T70 – Fünftüriges SUV (2015 bis 2020)
- Venucia T90 – Fünftüriges SUV-Coupé (2016 bis 2022)
- Venucia e30 – Fünftüriges Elektroauto der Kompaktklasse (2015 bis 2018)
- Venucia e30 – Fünftüriges Elektro-SUV (2019 bis 2021)

## Verkaufszahlen in China
Zwischen 2012 und 2022 sind in der Volksrepublik China insgesamt 1.112.300 Neuwagen von Venucia verkauft worden. Mit 145.205 Einheiten war 2017 das erfolgreichste Jahr.
| Jahr                             |      |  | Stück   |         |
| 2012                             | 2012 |  | 40.167  | 40.167  |
| 2013                             | 2013 |  | 105.425 | 105.425 |
| 2014                             | 2014 |  | 114.035 | 114.035 |
| 2015                             | 2015 |  | 123.772 | 123.772 |
| 2016                             | 2016 |  | 114.383 | 114.383 |
| 2017                             | 2017 |  | 145.205 | 145.205 |
| 2018                             | 2018 |  | 132.068 | 132.068 |
| 2019                             | 2019 |  | 117.454 | 117.454 |
| 2020                             | 2020 |  | 80.452  | 80.452  |
| 2021                             | 2021 |  | 79.928  | 79.928  |
| 2022                             | 2022 |  | 59.195  | 59.195  |
| Verkaufszahlen in China, Quelle: |      |  |         |         |